# آدریانو دورانته
آدریانو دورانته (ایتالیایی: Adriano Durante؛ ۲۴ ژوئیه ۱۹۴۰ – ۲۳ ژوئن ۲۰۰۹ (aged 68)) دوچرخه‌سوار اهل ایتالیا بود.